# Lasaia sessilis
Lasaia sessilis är en fjärilsart som beskrevs av William Schaus 1890. Lasaia sessilis ingår i släktet Lasaia och familjen Riodinidae. Inga underarter finns listade i Catalogue of Life.